# PIDE
PIDE (Polícia Internacional e de Defensa do Estado), u prijevodu Policija za međunarodno djelovanje i za obranu zemlje, bila je vojna tajna policija u Portugalu tijekom Estado Novo (1933. – 1974.), uglavnom tijekom vladavine njezinoga osnivača Antonia Salazara. Prije 1945. bila je poznata pod nazivom PVDE, (Polícia de Vigilância e de Defesa do Estado, Policija za nadzor i obranu zemlje). PVDE je u početku bila organizirana prema modelu talijanske OVRA-e i njemačkog Gestapa.
Provodila je opsežna ubacivanja u domaće i inozemne anarhističke i komunističke skupine kao i u afričke oporbene skupine (MPLA-u, FNLA-u). PVDE je pritvarala i deportirala neistomišljenike u kolonije ili druga mjesta, pa čak i provodila ubojstva kako bi produžila vijek trajanja režima.
Poslije Drugoga svjetskog rata 1945., Portugal je u javnosti htio ostaviti dojam demokratske države pozivajući oporbu na sudjelujelovanje u kontroliranim izborima. Kozmetički provedene reforme uključivali su preustroj PVDE-a u PIDE, u zakonitu policijsku organizaciju po uzoru na Scotland Yard. PIDE je međutim i dalje nastojao braniti Salazarov režim svim sredstvima koje je smatrao potrebnima. Jedan od primjera takvog djelovanja bilo je ubojstvo predsjedničkoga kandidata Humberta Delgada 1965.
Nakon Salazarova pada 1968. dolazi do liberalizacije u Portugalu, i tajna služba mijenja 1969. ime u DGE (Direcção Geral de Segurança, Javna siguronosna služba), i djelovanje joj postaje ograničeno. Nakon Revolucije karanfila dolazi do ukidanja tajne službe 1974. godine.